# Oeceoclades humbertii
Oeceoclades humbertii là một loài thực vật có hoa trong họ Lan. Loài này được (H.Perrier) Bosser & Morat mô tả khoa học đầu tiên năm 2001.